# Marvin Peterson
Pour les articles homonymes, voir Peterson.
Marvin Peterson (né en 1948) est un trompettiste et compositeur américain de jazz. 

## Biographie

### Jeunesse
Peterson nait en 1948 dans la petite ville texane de Smithville et grandit dans un environnement musical avec une mère pianiste et une sœur chanteuse. Dans son enfance il s'initie à la batterie et au cornet à piston. De 1962 et 1965, il poursuit des études de musique, étudiant la théorie musicale et l'harmonie puis deux ans plus tard il suit des cours à l'Université de North Texas jusqu'en 1969,. 

### Carrière musicale
En 1970, il choisit de s'installer à New York, son jeu plein de vigueur lui permet de collaborer aux côtés de musiciens talentueux comme les batteurs Elvin Jones et Roy Haynes ou les saxophonistes Archie Shepp et Pharoah Sanders. Il se fait remarquer aux côtés du pianiste Gil Evans en tant que soliste, enchainant les tournées et les enregistrements avec le groupe jusqu'au milieu des années 1980.
En 1974, Peterson forme son propre groupe, Sunrise Orchestra et fait paraitre cette année-là son premier album Children of the Fire, en référence au label disparu Sunrise. Il continue à collaborer avec Evans avec qui il enregistre des albums majeurs, l'accompagnant sur des tournées en Europe, aux États-unis et au Japon. Il dirige aussi ses propres groupes, collabore avec d'autres musiciens en particulier avec le saxophoniste ténor George Adams avec notamment une participation au festival de Berlin en 1976. Il lui arrive de jouer également en solo au cours des années 1970 et jusqu'au milieu des années 1980, Peterson poursuit ses représentations avec ses formations et à quelques occasions en solo. En 1984, il intègre le quartet du saxophoniste Don Weller et du batteur Bryan Spring, effectuant une tournée en Grande Bretagne avec ce quartet.
Un séjour auprès de tribus kényanes dans les années 1970 le marque profondément et il introduit souvent par la suite dans ses compositions des éléments de la musique africaine. C'est le cas en particulier avec African Portraits, un grand oratorio pour orchestre symphonique qu'il créée en 1990 au Carnegie Hall, puis enregistre en 1995 au même endroit. Il est interprété à plusieurs reprises par le Chicago Symphony Orchestra, accompagné par des chœurs et instruments africains, ainsi que par 28 autres orchestres philharmoniques dans le cadre d'une tournée aux États-Unis puis à Hambourg et Tokyo.

## Style
Peterson se révèle par la parfaite maîtrise de son instrument et par un jeu de trompette puissant souvent dynamique parfois frénétique, capable de jouer sur un très large spectre, dans la pure tradition du jazz Nouvelle-Orléans à celui de Coltrane,.

## Discographie sélective
En leader
| Enregistrement | Nom de l'album        | Label et notes.            |
| -------------- | --------------------- | -------------------------- |
| 1974           | Children Of The Fire  | Sunrise Records.           |
| 1975           | Hannibal              | MPS Records. Album studio. |
| 1978           | Naima                 | Eastworld.                 |
| 1981           | The Angels of Atlanta | Enja Records.              |
| 1993           | One with the Wind     | Muse Records.              |

 Collaborations
| Enregistrement | Leader          | Nom de l'album | Label et notes.          |
| -------------- | --------------- | -------------- | ------------------------ |
| 1971           | Roy Haynes      | Hip Ensemble   | Mainstream Records.      |
| 1972           | Pharoah Sanders | Black Unity    | Impulse! Records.        |
| 1973           | Gil Evans       | Svengali       | Atlantic Records.        |
| 1974           | Sam Rivers      | Crystals       | Impulse!.                |
| 1977           | Billy Hart      | Enchance       | Horizon Records & Tapes. |